# Aleksandr Salugin
Aleksandr Sergeevič Salugin (in russo Александр Серге́евич Салугин?; Mosca, 23 ottobre 1988) è un ex calciatore russo, di ruolo attaccante.

## Carriera

### Club
Ha giocato nella massima serie dei campionati russo e bielorusso.

## Palmarès

### Club

#### Competizioni nazionali
- Campionato russo: 2

CSKA Mosca: 2005, 2006
- Coppa di Russia: 1

CSKA Mosca: 2005-2006

#### Competizioni internazionali
- Coppa UEFA: 1

CSKA Mosca: 2004-2005